# Щапов, Пётр Петрович
Пётр Петро́вич Ща́пов (1870—1939) — российский купец, деятель Московского купеческого собрания и Московской городской думы, филателист.

## Биография
Родился в 1870 году в семье купца Петра Васильевича Щапова. Его отец был одним из основателей торгового дома «Братья Пётр и Илья Щаповы» в Москве, торговавшего хлопчатобумажной мануфактурой как своей выработки, так и других фабрик.
Учился в Московской практической академии коммерческих наук.
Пётр Петрович стал последним собственником торгового дома и фабрики (в 1918 году её национализировали). Он перевёл производство с ручных станков на механические, а также построил новый фабричный корпус.
В 1890 году он был избран председателем Совета братства для пособия беднейшим прихожанам при Богоявленском соборе в Елохове; в 1896 году был удостоен золотой медали на Станиславской ленте «за усердие и особые труды»; был внесён в «Золотую книгу Российской империи», изданную в 1908 году.
Входил в Московское купеческое собрание; в течение шести четырёхлетних сроков был гласным Московской городской думы, являясь членом её ревизионной комиссии. Состоял в Союзе 17 октября, но в политику не пошёл, занимаясь коммерцией.
В марте 1938 года П. П. Щапов был арестован, а 7 мая 1939 года умер в больнице Таганской тюрьмы, причём к этому времени дело уже было прекращено (22 марта 1939) «за недоказанностью обвинения».

## Семья
Женился в 1891 году на Марии Антоновне Орловой. У них родилось восемь детей: четверо сыновей (один умер в раннем детстве) и четверо дочерей. Сын Петра Петровича — Николай (1896—1968) — стал впоследствии доктором технических наук в области металловедения.

## Вклад в филателию

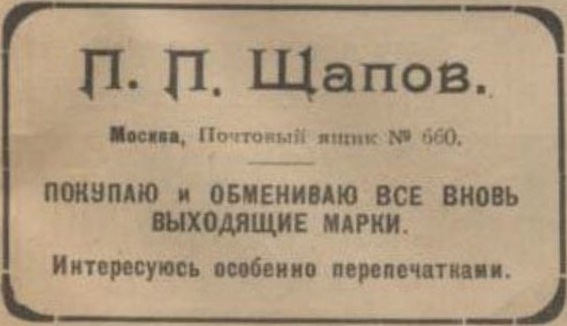
Объявление Петра Щапова об обмене в первом номере журнала «Советский филателист» (1922)

Щапов собрал крупную коллекцию почтовых марок России, включая земские марки, цельные вещи и штемпели, а также знаков почтовой оплаты других стран. Его коллекция насчитывала около трёх тысяч альбомных листов. Первое по времени свидетельство о филателистическом увлечении Щапова относится к 1895 году — 30 января была отправлена открытка из Киева от продавца марок С. Д. Соломкина.
После Октябрьской революции Щапов содействовал организации советского филателистического движения, например, проведению Первой Всесоюзной выставки по филателии и бонам в 1924 году. В качестве консультанта он был также приглашён к сотрудничеству с Марочной экспедицией Народного комиссариата почт и телеграфов (НКПиТ), а в 1923 году вошёл в «Список № 1 лиц, принятых в действительные члены Всероссийского общества филателистов».
Как следует из сохранившейся переписки, примерно в это же время П. П. Щапов, желая сохранить свою коллекцию, выступил в первый раз с предложением передать её Музею народной связи (ныне Центральный музей связи имени А. С. Попова). Также он высказался о помощи работе филателистического отдела музея, от которой руководство музея, признавая авторитет коллекционера, отказалось. Тем не менее в музее приняли ряд замечаний и рекомендаций Щапова по хранению и экспонированию филателистических материалов, в частности:
- о публичной демонстрации ценных разделов Госколлекции (например, посредством выставки собрания земских марок, которая была организована в Музее вслед за Всесоюзной выставкой по филателии и бонам);
- о сортировке всего имеющегося филателистического материала на четыре группы;
- о создании музейного каталога и формуляров, которые на тот момент имелись лишь частично, и т. д.

До конца 1920-х годов Щапов был также экспертом по описанию и оценке коллекций, которые получала в своё распоряжение Советская филателистическая ассоциация (СФА). К примеру, известно заключение Щапова, которое он сделал относительно собрания афганских марок, принадлежавшего Оскару Риттеру фон Нидермайеру. Эта коллекция была передана управляющему СФА Епорусу, у которого она была в 1929 году конфискована ОГПУ и затем перенаправлена в Музей народной связи.
В ходе затянувшегося рассмотрения дела о передаче щаповской коллекции в фонды музея заведующий музейным отделом филателии Пётр Михайлович Извеков писал в 1929 году на имя члена Коллегии НКПиТ СССР Арсения Васильевича Мусатова:
Указанная коллекция будет драгоценнейшим вкладом в госколлекцию и составит новую эру в жизни Отдела филателии…
В том же 1929 году, по предложению НКПиТ, Щапов наконец смог передать своё уникальное собрание, вместе с сопутствующими материалами (каталоги Ивера, филателистическая литература), в Музей народной связи (официальная передача состоялась 28 ноября). Таким образом, он стал одним из основателей сформировавшейся в 1930-е годы при этом музее Государственной коллекции марок, а его собрание во многом восполнило отсутствующие в Госколлекции экземпляры. Среди многочисленных материалов, переданных в музей, огромную ценность представляли письма, прошедшие почту с первыми выпусками почтовых марок России и её администраций за границей, а также РСФСР и СССР первых лет.

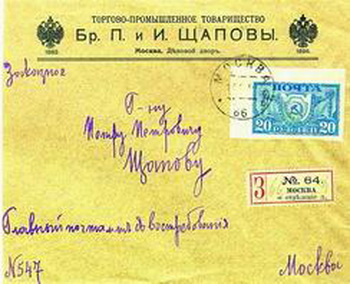
Почтовый конверт заказного письма, франкированный одной из первых советских почтовых марок 1921 года. Из коллекции П. П. Щапова (Центральный музей связи имени А. С. Попова)

Часть коллекции П. Щапова была продана за рубеж в годы социалистической индустриализации для получения иностранной валюты. Предполагается, что было продано около 60 процентов коллекции.